# Abapeba grassima
Abapeba grassima là một loài nhện trong họ Corinnidae.
Loài này thuộc chi Abapeba. Abapeba grassima được Arthur Merton Chickering miêu tả năm 1972.